# صدقي إسماعيل
صدقي بن علي إسماعيل (1924 - 26 أيلول 1972) أديب وكاتب وروائي وكاتب مسرحي سوري ولد في مدينة أنطاكية، وتلقى علومه فيها، وتخرج من دار المعلمين بدمشق عام 1948، وفي جامعة دمشق حاملاً الإجازة في الفلسفة، ودبلوم التربية عام 1952 عمل مدرساً في حلب ودمشق، وعُيِّنَ أميناً للمجلس الأعلى لرعاية الفنون والآداب والعلوم الاجتماعية عام 1968، أسهم عام 1969 في تأسيس اتحاد الكتاب العرب وتولى رئاسته حتى عام 1971 ورئاسة تحرير مجلة الموقف الأدبي. وهو عضو جمعية القصة والرواية.

## حياته الشخصية
هو واحد من أربعة أخوة أشقاء من رجال الفكر والفن التشكيلي العرب السوريين، هم أدهم وصدقي وعزيز ونعيم أبناء علي إسماعيل. أصلهم من عرب لواء اسكندرونة هاجروا من اللواء بعد سلخه عن سورية عام 1938، وكان لهم أثر كبير في النهضة الأدبية والفنية التي شهدتها سورية منذ فجر الاستقلال.
أتم صدقي إسماعيل دراسته الابتدائية في مدرسة العفان في أنطاكية، وانتقل في عام 1936 إلى ثانوية أنطاكية، وهي الثانوية الوحيدة في المدينة آنذاك. بيد أن استلاب الأتراك لواء اسكندرونة عام 1938 اضطر صدقي إسماعيل وأخوه أدهم وعدد كبير من العرب إلى اجتياز الحدود إلى سورية خلسة، وقد أكمل صدقي وأدهم دراستهما في ثانويات حماه وحلب ثم دمشق فنال شهادة الدراسة الثانوية سنة 1943، وشهادة دار المعلمين سنة 1945، والتحق بالجامعة السورية في دمشق ونال الإجازة في الفلسفة ودبلوم التربية سنة 1952، وتزوج سنة 1957.

## حياته العملية
اختار صدقي إسماعيل العمل في ميدان التعليم متنقلاً بين المدارس الابتدائية والثانوية ودور المعلمين في حلب ودمشق حتى عام 1967. ثم عُيّن أميناً عاماً للمجلس الأعلى لرعاية الآداب والفنون والعلوم الاجتماعية بدمشق، وغدا منذ عام 1970 رئيساً لاتحاد الكتاب العرب في سورية والمدير المسؤول لمجلة «الموقف الأدبي» التي يصدرها الاتحاد، وشارك في عدد من الندوات الدولية والمؤتمرات والمهرجانات الأدبية العربية، وزار عدداً من الدول الأوربية.
كان صدقي إسماعيل فناناً أصيلاً وكاتباً موهوباً وفياً لقلمه وللقضية التي آمن بها وعاش لها باشر الكتابة وهو ما يزال في المرحلة الابتدائية، وكان إلى جانب ذلك تلميذاً مجداً حاد الذكاء حاضر البديهة ضحوكاً يهوى المطالعة والدرس، وكان في أثناء العطلة الصيفية يحرر مجلة صغيرة بخط يده ويزينها بالرسوم ويوزعها على الخواص من رفاقه، وقد طور فنه هذا حين استهوته الصحافة فأصدر بعد انتقاله من اللواء إلى سوريا المجلة الطلابية ثم المجلة المغربية التي أنشأها بعيد الخمسينات للتعريف بنضال المغرب العربي، وأخيراً «مجلة الكلب» الدمشقية، التي ظل ينظمها شعراً هو وسليمان العيسى على مدى عشرين عاماً ويكتبانها بخط اليد فيتناقلها الأهل والأصدقاء والرفاق.
كانت القومية العربية القضية الأولى التي شغلت ذهن صدقي إسماعيل وظلت هاجسه طوال حياته، وقد تفتح ذهنه على محاضرات كان يلقيها زكي الأرسوزي في نادي العروبة في أنطاكية، فانغمس في المعركة من أجل عروبة لواء اسكندرونة، وشارك إخوانه الطلاب في الحركة الوطنية التي تزعمها الأرسوزي، أصيب في إحدى المظاهرات التي جرت عام 1937 برصاص الجنود الأتراك فنقل إلى المستشفى وأخضع لعلاج طبي استمر نحو شهرين.
وانتهت معركة اللواء بسلخه عن الوطن الأم، فانتقل صدقي إسماعيل من وطنه الصغير إلى وطنه الكبير «سورية» ليتابع نضاله من أجل المبادئ التي حملها والشعب الذي أحبه والعروبة التي آمن بها فكانت بعداً من أبعاد وجوده، فتصدى بقلمه لكل ما يعيق تقدم الأمة العربية، وشارك بفكره في المعارك التي خاضتها هذه الأمة في مشرقها ومغربها، من اللواء إلى الجلاء إلى فلسطين فثورات المغرب، ولا سيما ثورة الجزائر، والعدوان الثلاثي والصراع على القناة والوحدة ثم الانفصال ثم ثورة الثامن من آذار.
ولم تكن الكتابة عنده غاية بذاتها، بل هي جبهة معارك والقلم طريقها، فهو يرى أن الذي صان الأمة تراثها، وهو الذي يوحدها اليوم وليس سياسة السياسيين. ويرى في حركة البعث النواة الصلبة التي يمكن أن تقوم عليها الوحدة العربية، فكان من أنشط أنصار هذه الحركة، ومن أعضاء المؤتمر التأسيسي لحزب البعث (نيسان 1947)، وظل يناضل في صفوف الحزب خمسة عشر عاماً. وبقي وفياً له طول حياته. وقد أسهم في تحرير جريدة البعث الأسبوعية حتى عام 1958 ثم انتقل إلى الكتابة في جريدة الجماهير اليومية، وما برح يكتب ويؤلف والقلم في يده حتى تخطّفه الموت وهو في أوج عطائه الأدبي والفكري.

## أثره الفكري
كتب صدقي إسماعيل المقال والقصة والرواية والمسرحية والشعر وترك أعمالاً كثيرة صدر معظمها في مجموعة من ستة مجلدات كاملة عن وزارة الثقافة والإرشاد القومي في سوريا بين عامي 1977 و 1983. ويسترعي الانتباه هنا أن مؤلفات صدقي إسماعيل التي بقيت مخطوطة حتى وفاته كانت أكبر حجماً وأغزر مادة وأبعد مدى مما نشر في حياته. ويدور أكثرها حول تصوير الواقع العربي والإحاطة به إضافة إلى البعدين الشعبي والإنساني، وقد آثر صدقي إسماعيل الأدب على الفلسفة التي درسها بدقة وتعمق فيها، لأنه كان يرى في الفلسفة وبقية العلوم موقفاً من الوجود، أما الأدب فهو الوجود عينه، ووقائع الأدب وأعلامه وآثاره هي التي تكوِّن الشعوب، والشعب العربي بالذات، أكثر من أي شعب آخر.
والتاريخ في نظر صدقي إسماعيل لم يكن مجرد أحداث توالت وانقطعت وبقي رجعها، بل هي حضور الماضي في الراهن حضوراً يتبدّى في قيم الشعب وموقفه من الموجودات. ويترجح هذا الحضور بين كبرياء القومية حصيلة الجاهلية والفتوح في صدر الإسلام، والأسى على الماضي الذي خلفه عهد الانحسار، وتراه في كتاباته يتلمس صورة الواقع العربي من معايشته له، ويخلص إلى نتائج يمكن تبينها في حنايا أفكاره التي حوتها أعماله: ومنها «الينابيع» (1954) مقال في مجلة الآداب البيروتية بيّن فيه رأيه في معنى الحرية في المفهوم العربي: «من حكمة العرب القدماء أنهم كانوا أحراراً، كانوا يمارسون حريتهم من دون أن يفكروا فيها، أو يتحدثوا عنها كثيراً كما يفعل الناس في هذا العصر. كانوا يرونها فعلاً وتجربة، شيئاً يشبه تدفق الينبوع في قلب الوادي، وانطلاق النسر في أجواء الفضاء». وفي كتابه «محمد علي القابسي: مؤسس الحركة التونسية» (1955) درس صدقي إسماعيل بدايات الحركة النقابية في تونس مؤكداً أهمية التنظيم في نجاح هذه الحركة التي رأى فيها النواة الأولى لما سيكون عليه المجتمع العربي المقبل، أما روايته «العصاة» فتتحدث عن أجيال ثلاثة أو أربعة تعاقبت على سوريا من أيام الحكم العثماني إلى الجلاء واستقلال سوريا عن فرنسا. وتجد الأفكار نفسها وقد تبلورت ونضجت في دراسته الفلسفية «العرب وتجربة المأساة» (1963)، ومسرحية «سقوط الجمرة الثالثة» (1964)، ومجموعته القصصية «الله والفقر» (1970)، ومخطوطة «تجربة المتنبي» التي نشرت بعد وفاته.

## مؤلفاته[5]
- مواقف إنسانية ـ رامبو ـ فان كوخ ـ دمشق ـ مطابع ألف باء ـ 1978.
- محمد علي القابسي مؤسس النقابات التونسية، دمشق 1955.
- العرب وتجربة المأساة، دراسة، دار الطليعة بيروت 1963.
- العصاة ـ رواية ـ بيروت ـ دار الطليعة ـ 1964.
- الله والفقر، قصص- اتحاد الكتاب العرب- دمشق 1970.
- أيام سلمون، عمار يبحث عن أبيه ـ الأحذية ـ سقوط الجمرة الثالثة ـ حب المرقش الأكبر ـ الحادثة ـ (مسرحيات) دمشق ـ مطابع ألف باء الأديب ـ 1981.
- الأعمال الكاملة، ستة أجزاء- القيادة القومية لحزب البعث العربي الاشتراكي- دمشق 1977.
- الإعصار وقصص أخرى ـ بوشكين تعريب ـ القاهرة ـ دار الرواد ـ 1960.
- آراء وأفكار على طريق الوحدة العربية ـ دمشق ـ اتحاد الكتاب العرب ـ 1971.
- روح الغابات ـ أنطون تشيخوف ـ مراجعة وتقديم ـ حلب مكتبة الشرق 1960.
- كتاب التربية الوطنية ـ مع شفيق النحاس وماجد الذهبي ـ دمشق ـ وزارة التربية والتعليم ـ 1959.
- المجتمع العربي ـ السكان ـ الصحة ـ التربية ـ مع أنطون رحمة ـ دمشق ـ وزارة التربية ـ 1975.

## في الإعلام
- مسلسل أسعد الوراق المقتبس عن روايته (الله والفقر) عرض في عام 1975 وأعيد إنتاجه في عام 2010.[6]